# 鈴木淑子
鈴木 淑子（すずき よしこ、1957年2月26日 - ）は、日本の競馬ジャーナリスト。
東京都新宿区早稲田出身。ライトハウスとマネジメント提携。

## 人物
小学生時代は放送部員だった。東京都立文京高等学校、川村短期大学卒業。大学卒業後は三菱重工で、総務部秘書課に所属しOLとして勤務。本人曰く、会社員時代は宴会好きだったとのこと。また、三菱重工時代はヨット部に所属、ここには放送界デビュー後も籍を置いていた。
オーディションを経て、『夕やけロンちゃん』（TBS）で放送業界にデビュー。オーディションは友人に勧められ、応募書類も友人が作ってくれたが、添えた写真が、グアムで日焼けと酒酔いの真っ赤な状態でタンクトップでヤシの木に寄りかかっているという姿だったという。以後しばらくはTBSを中心に、同局のお天気キャスターや番宣キャスターなどとして活動。ラジオでも『走れ!歌謡曲』（文化放送）で一時期パーソナリティを務めた。フジテレビ『一枚の写真』にも出演した。
その後、日本中央競馬会から競馬キャスターの声がかかったのを受けて、『競馬中継』（ - 1985年6月）、『チャレンジ・ザ・競馬』（1985年6月 - 1987年3月）の司会を経て、『スーパー競馬』（ - 2007年末にて放送終了）（フジテレビ）のコメンテーター（重賞開催時のみ）として活動。また『週刊Gallop』（サンケイスポーツの競馬専門雑誌）の対談「み〜んな友達」のインタビュアー、CS放送グリーンチャンネル『RIDE ON 22』のコメンテーター、ほか各地の競馬場でのトークショー出演など、競馬ジャーナリストとして（マスコミではフジサンケイ系を中心に）活動している。なお、競馬の仕事に係わる前は、全くの競馬素人だったという、1987年の東京優駿を機に、大きく派手な帽子をかぶるキャラクターとして定着。三冠馬・ミスターシービーの大ファン。

## 競馬に関するエピソード
『スーパー競馬』の東京優駿の回にゲスト出演した際、必ず「最下位（18着）になった馬でも日本で18番目に強いサラブレッド」と話している。1994年第61回東京優駿のときに同趣旨の発言をした際には、大川慶次郎から諭された。
オグリキャップが勝った第35回有馬記念では感激のあまり泣き出してしまい視聴者へ配当を伝えることができなかったというエピソードがある。

## 出演番組
- スーパー競馬
- 走れ!歌謡曲（文化放送）[2]
- 戸張捷のサンデースクランブル（文化放送）[2]
- グリーン・レディス・クラブ（ラジオ日本）[2]
- 知りたいKEIBA情報局
- 鈴木淑子のレーシングワールド
- 鈴木淑子のホースマンに乾杯!
- 井崎脩五郎のニッポン競馬史
- くにまるパドック（くにまるジャパン（文化放送）金曜日）
- 鈴木淑子のお気に召すまま(アール・エフ・ラジオ日本、2012年度ナイター中継が組まれていない日のみの放送)
- 鈴木淑子の地球は競馬でまわってる（ラジオNIKKEI第1放送、2013年1月4日 - ）
- 日本列島あしたのお天気（TBS、1981年 - 1989年）
- BSスーパーKEIBA（BSフジ　ご意見番）
- ごごナマ オトナの遊び場「気になる!?ブームの今むかし 競馬のヒミツ」（2017年12月21日、NHK総合）

## 著書
- 思い出競馬―男もすなる競馬といふものを女も…
- 競馬ともだち
- わたしの競馬物語
- ライスシャワーの記憶
- 気ままな名優 メジロマックイーン